# Limerodops belangeri
Limerodops belangeri är en stekelart som först beskrevs av Cresson 1877.  Limerodops belangeri ingår i släktet Limerodops och familjen brokparasitsteklar. Inga underarter finns listade i Catalogue of Life.